# Île de Sálvora
L'île de Sálvora (en galicien : Illa de Sálvora) est une île d'Espagne située dans l'océan Atlantique, à l'embouchure de la Ria d'Arousa, en Galice.

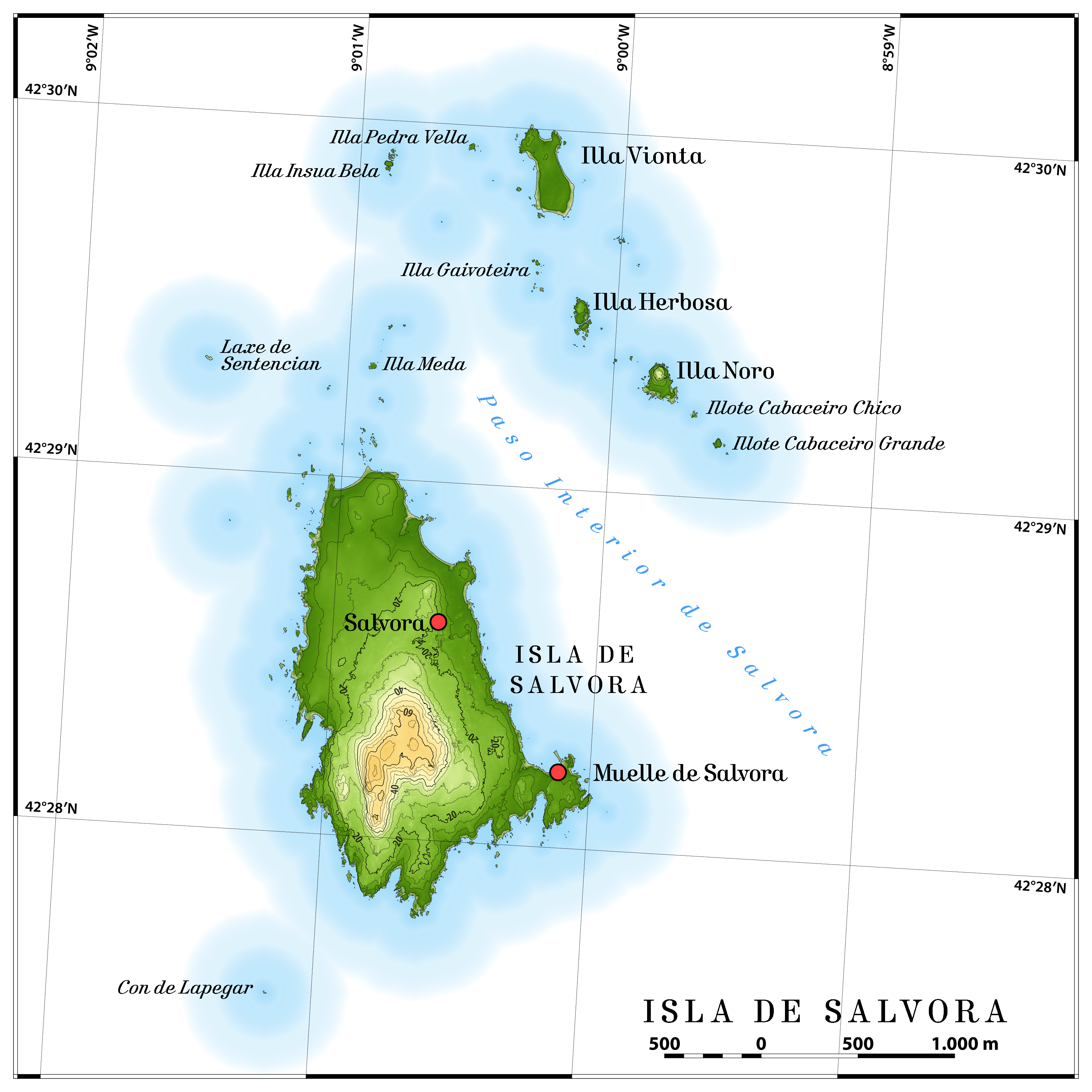
Carte de Sálvora

Elle est distante du continent d'environ 3 km. La quasi-totalité de l'île est une zone rocheuse, à l'exception des trois plages de sable fin et blanc. 
L'île de Sálvora fait partie de la paroisse civile d'Aguiño (municipalité de Rebeira), créée en 1959. Auparavant, l'île dépendait de la paroisse de Carreira, qui fut pendant des siècles la plus riche et la paroisse la plus peuplée de la région, ainsi que la plus ancienne.
Depuis 2001, l'île est intégrée dans le Parc national des Îles Atlantiques de Galice.
En mars 2007, l'île a été acquise par Caixa Galicia pour 8,5 millions d'euros et le ministère de l'Environnement espagnol a commencé à réhabiliter l'île avec la Junte de Galice, qui en est le propriétaire depuis le 1er juillet 2008.

## Phare
Le ministère des Travaux publics a construit le phare en 1862 sur l'île. L'île a été expropriée par l'État en 1904, qui a construit les infrastructures et a inauguré, en 1921, le phare actuel.